# 5709 Tamyeunleung
5709 Tamyeunleung è un asteroide della fascia principale del diametro medio di circa 18,36 km. Scoperto nel 1977, presenta un'orbita caratterizzata da un semiasse maggiore pari a 3,0743307 UA e da un'eccentricità di 0,2535187, inclinata di 4,20054° rispetto all'eclittica.